# 施大生
施大生（1965年5月23日—），男，河北人，中国影视、话剧演员。毕业于上海戏剧学院。代表作有电视剧《人民的名义》、《童话二分之一》等。